# أولغا فوندا
أولغا فوندا (بالإنجليزية: Olga Fonda)‏ هي عارضة وممثلة روسية، ولدت في 1 أكتوبر 1982 في روسيا. بدأت مشوارها المهني سنة 2005.

## أعمال

### أفلام
- (2011) فولاذ حقيقي[5]

### مسلسلات
- كيف قابلت أمكما

## وصلات خارجية
- أولغا فوندا على موقع IMDb (الإنجليزية)
- أولغا فوندا على موقع قاعدة بيانات الفيلم (الإنجليزية)